# ميخائيل نوبل
ميخائيل نوبل (بالإنجليزية: Michael Noble)‏ هو سياسي بريطاني، ولد في 10 مارس 1935، وتوفي في 12 مارس 1983. حزبياً، نشط في حزب العمال. في الانتخابات العامة في المملكة المتحدة أكتوبر 1974 ‏، انتخب عضو البرلمان السابع والأربعون للمملكة المتحدة عن دائرة Rossendale (UK Parliament constituency) ‏ خلال فترته النيابية ‏ (10 أكتوبر 1974 – 7 أبريل 1979).